# 茹科夫斯基国际机场
茹科夫斯基国际机场 （俄語：Международный аэропорт Жуковский，羅馬化：Mezhdunarodny aeroport Zhukovsky），前称拉缅斯科耶机场（俄语：Аэропорт Раменское），是一座位于俄罗斯莫斯科州茹科夫斯基市的国际机场，位于莫斯科市中心东南方约36km，在已停止使用并拆除的老比科沃机场东南方几公里。

## 机场信息
茹科夫斯基国际机场被用于进行飞行测试，俄罗斯联邦紧急情况部下属的格罗莫夫飞行研究所也位于此机场，该机场也曾用于执行国际货运业务。莫斯科国际航空航天展览会每两年也在该机场举办。
茹科夫斯基国际机场于2016年5月30日正式投入使用。机场一期工程设计年客流量为400万人次。

公交车和火车路线图（2019年）

## 历史

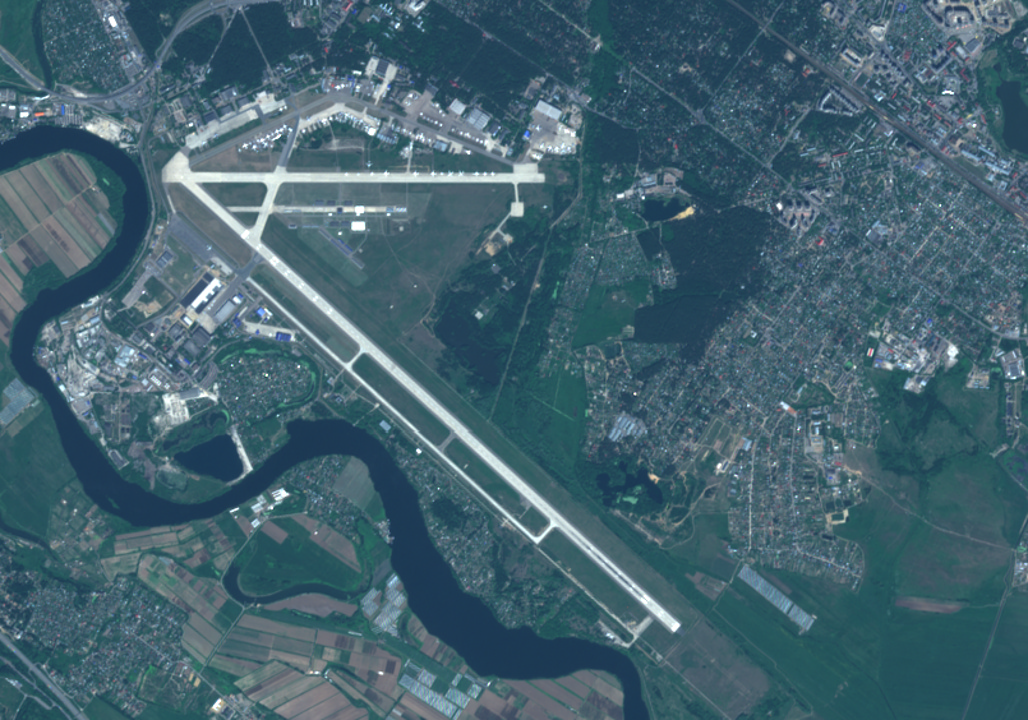
机场卫星照片（2019年）

机场原是1941年新成立的苏联主要的飞机试验机构格罗莫夫飞行研究所的所在地，俄罗斯主要的设计局（OKB）在这里都设有相关设施。 这个机场被用作苏联暴风雪号穿梭机的试验场。  它也被紧急情况部和货运公司使用。 直到2006年6月，用于国内自用和外销的喷气式战斗机才允许由格罗莫夫飞行研究所在本机场进行测试（主要是一些双座喷气式飞机，如： L-39信天翁 ，MiG-25，MiG-29等 ）。 
2011年3月29日，俄罗斯总理弗拉基米尔·普京提议将所有包机和廉价航班转移到（当时被称作的）拉缅斯科耶机场，以缓解莫斯科谢列梅捷沃机场， 多莫杰多沃机场和伏努科沃机场的压力，并降低机票费用。  拉缅斯科耶机场新的航站楼已经建成，机场原计划于2016年3月16日启用， 但由于航空公司和旅客缺乏兴趣以及机场认证问题被推迟。  机场最终于2016年5月30日启用。  俄罗斯总理梅德韦杰夫出席启用仪式。 
运营机场的合资企业“Ramport Aero”由立陶宛的阿维亚解决方案集团 （持股75％）和俄罗斯国有集团Rostec （持股25％）组建而成，他们的目标是分三个阶段扩建机场。   虽然新机场的开通被推迟，并且对机场执行的飞机有限制，  法荷航集团表示在紧急情况下，倾向于使用拉缅斯科耶机场作为谢列梅捷沃机场的备降机场。 
机场最初被命名为附近城市拉缅斯科耶的机场。 然而在2016年，它因其地理位置被正式重新命名为茹科夫斯基市的机场。 机场的启用仪式于2016年5月30日举行，首个正式航班于2016年6月20日开始执行。 
该机场也是两年一度的莫斯科国际航空航天展览会所在地。 该机场使用格罗莫夫飞行研究所的世界第二长的民用跑道 ，跑道长达5402m。 机场还拥有一条较短的跑道，长2950米，但暂时关闭。 

## 机场建设

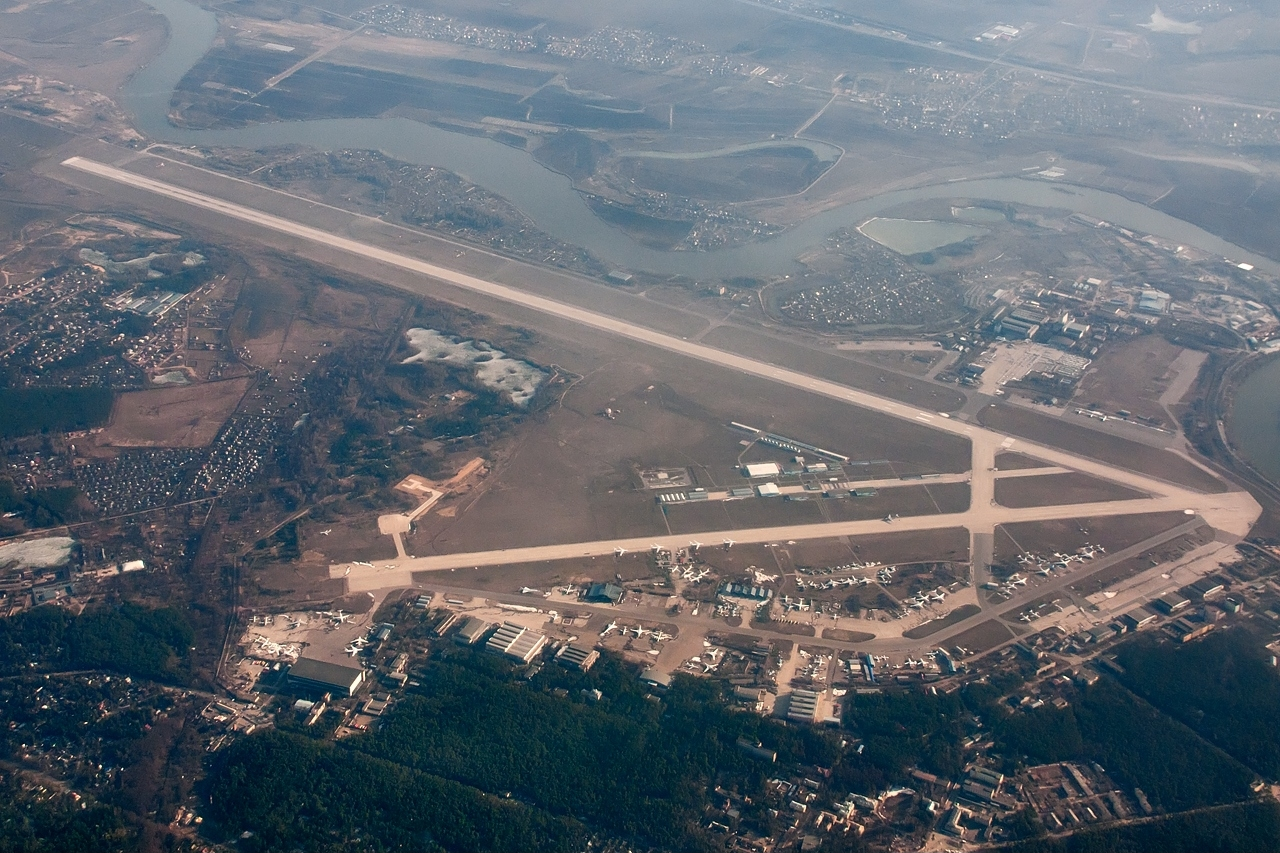
机场建设前格罗莫夫飞行研究所的跑道（2011年照片）

根据机场的发展规划，到2019年，计划建设两个航站楼（每年可容纳200万人次和500万人次），建立拥有250间客房的酒店、办公楼、拥有1240个停车位的露天停车场、7426个停车位的室内停车场，以及机场快线车站。2016年新机场第一阶段预计客流量为170万人次，到2020年，旅客年客流量将增加到1080万人次。  
2015年，面积为1.76万平方米的1号航站楼竣工，并改造了原有的用于飞机测试的拉缅斯科耶机场的基础设施。1号航站楼的设计年客流量将达到200万人次。 机场第一阶段的项目投资额超过15亿卢布（2700万美元）。 
预计将在机场投资约130亿卢布，用超过13年的时间，最终建造超过24万平方米的机场基础设施。 在第二和第三阶段，计划大幅扩建1号航站楼，并建立2号航站楼。 各个阶段建造完成后，航站楼总面积将达到6万平方米，容量将增加到每年1200万人次。 
然而，也有其他人士预计， 由于茹科夫斯基机场的空域与多莫杰多沃机场相交，客运量将比预期低12倍。 
该机场项目的开发包括该地区交通基础设施的重大改造。  然而，茹科夫斯基市的居民担心，由于城市内的汽车交通量增加，机场全天候运营时的飞机噪音带来城市居民的生活舒适度下降，机场的发展将导致交通状况的恶化。 
2018年10月，阿维亚解决方案集团将其在机场管理公司的股份出售给Ramport Aero的管理层。 

## 航线和目的地

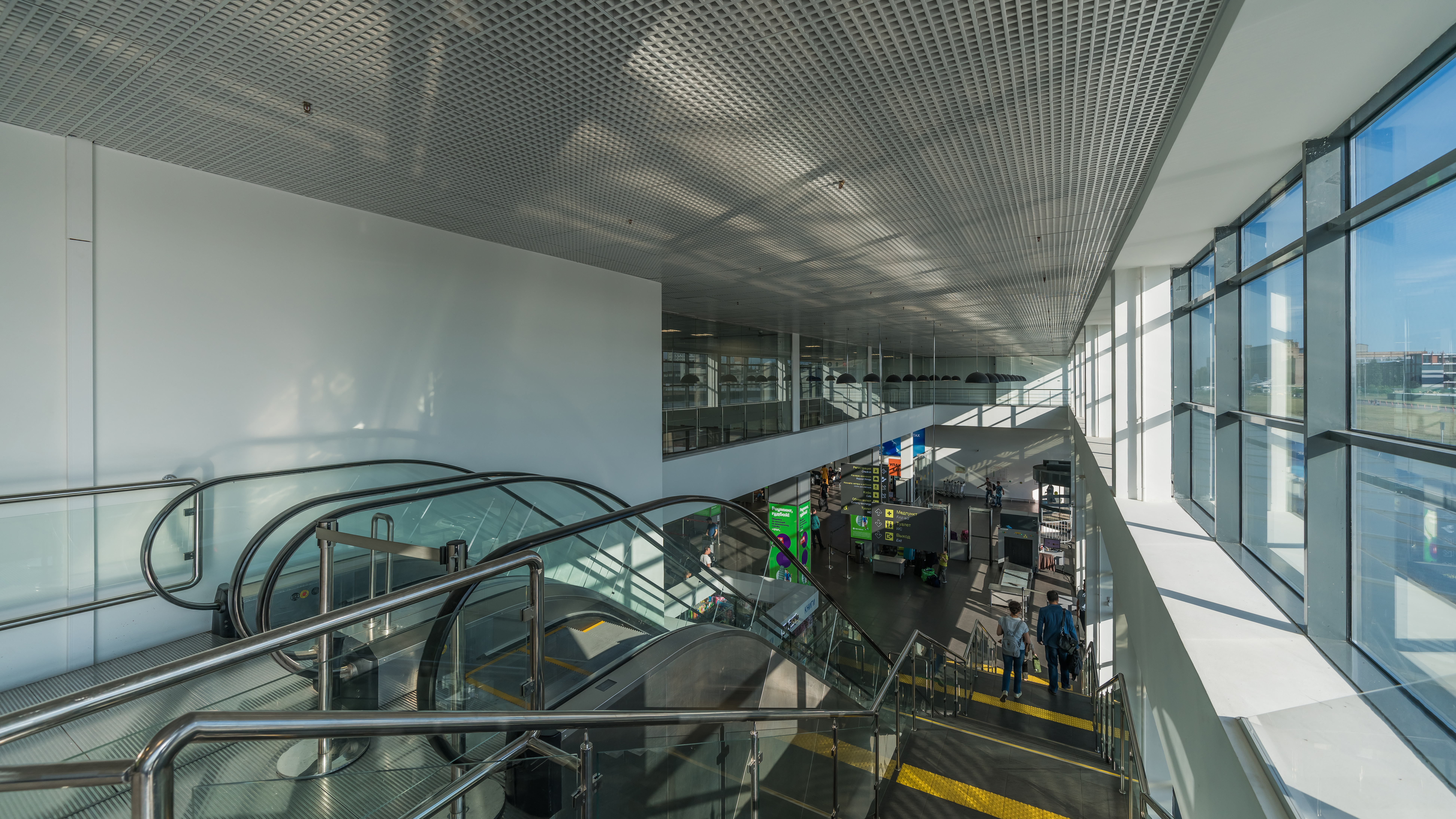
航站楼内部

以下航空公司提供往返茹科夫斯基国际机场的定期航班服务： 
| 航空公司         | 目的地 |
| ---------------- | --- |
| 玛纳斯航空       | 季节性: 比什凯克 |
| 交通航空         | 季节性: 奥什 |
| 白俄罗斯国家航空 | 明斯克 |
| 伊尔航空         | 阿纳帕, 卡拉干达, 科克舍套, 克孜勒,彼得罗巴甫尔, 圣彼得堡 季节性: 索契 |
| Pegas Fly航空    | 季节性: 福州, 海口, 杭州, 济南, 南宁 |
| 索蒙航空         | 杜尚别, 苦盏, 库洛布 |
| 乌拉尔航空       | 阿拉木图, 杜尚别, 伦敦/斯坦斯特德 , 明斯克, 苦盏, 努库斯 , 奥什, 巴黎/戴高乐 , 布拉格, 罗马/菲乌米奇诺, 奇姆肯特, 特拉维夫, 埃里温 季节性: 比什凯克, 卡尔西, 库洛布, 辛菲罗波尔, 索契 |
| 鞑靼斯坦东南航空 | 喀山 |

## 事故
- 2019年8月15日， 乌拉尔航空公司178号航班 ，一架注册号为VQ-BOZ的空中客车A321，从茹科夫斯基国际机场前往辛菲罗波尔国际机场，机上载有226名乘客和7名机组人员，在起飞后不久遭遇鸟击，并在距离跑道5.6km外的玉米地里紧急迫降。 [36][37]29人受伤。 [38]